# شین داوسون
شین داوسون (انگلیسی: Shane Dawson؛ زاده ۱۹ ژوئیهٔ ۱۹۸۸) یک هنرپیشه اهل لانگ بیچ است.